# Italienfeldzug (Zweiter Weltkrieg)
1940–1945: Luftangriffe auf Italien
1940: Angriff auf Tarent
1943: Operation Husky (Lehrgang) – Waffenstillstand von Cassibile – Invasion in Italien (Baytown, Avalanche, Slapstick) – Fall Achse – Schlacht um Ortona
1944: Schlachten am Monte Cassino – Operation Shingle – Gotenstellung – Schlacht von Monte Castello
1945: Frühjahrsoffensive
Der Italienfeldzug (engl. Bezeichnung: Italian Campaign) war die alliierte Invasion Italiens gegen die Verteidigung durch die Achsenmächte während des Zweiten Weltkriegs. Er begann mit der Invasion Siziliens im Juli 1943 und dauerte bis zum Kriegsende in Europa 1945 mit der Kapitulation der Wehrmachtsverbände in Italien. Geleitet wurde er vom Allied Force Headquarters, das für alle Operationen im Kriegsschauplatz Mittelmeerraum zuständig war. Schätzungen zufolge starben zwischen September 1943 und Mai 1945 über 60.000 alliierte und 50.000 deutsche Soldaten in Italien. Mit ca. 320.000 alliierten und über 330.000 deutschen Gesamtverlusten, also die Zahlen inklusive der Verwundeten und Vermissten, war Italien einer der verlustreichsten Kriegsschauplätze in Westeuropa.

## Strategischer Hintergrund

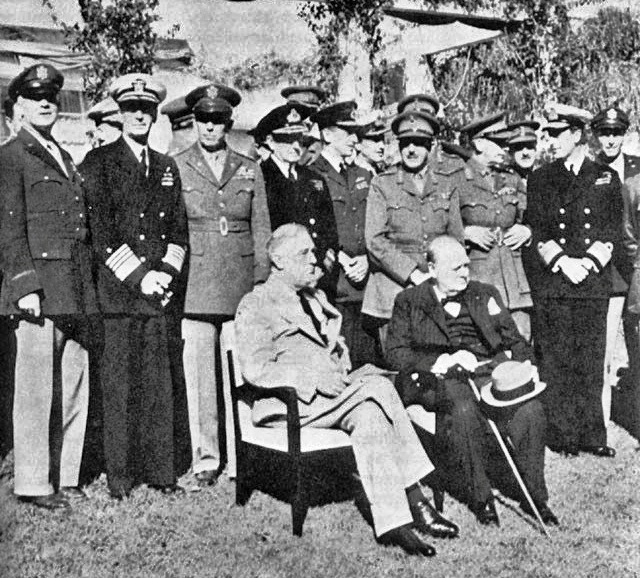
Roosevelt und Churchill auf der Casablanca-Konferenz Anfang 1943

Noch vor dem siegreichen Abschluss des Tunesienfeldzugs im Mai 1943 war es, insbesondere auf der Casablanca-Konferenz im Januar 1943, unter den Westalliierten der Anti-Hitler-Koalition zu Meinungsverschiedenheiten über die zu verfolgende Strategie gegenüber den Achsenmächten gekommen. Während Großbritannien, besonders Winston Churchill, eine Strategie der allmählichen Schwächung der Achsenmächte durch seegestützte Operationen an der Peripherie des deutschen Machtbereichs favorisierte, bevorzugten die Vereinigten Staaten einen direkten Ansatz der Bildung eines Brückenkopfes in Nordwesteuropa und des Kampfes gegen die deutschen Hauptkräfte. Diese Strategie setzte einen Sieg über die deutschen U-Boote in der Atlantikschlacht voraus.
Die Auseinandersetzung wurde von beiden Seiten mit Heftigkeit geführt, die amerikanischen Joint Chiefs of Staff argumentierten für die Errichtung einer Zweiten Front in Nordwesteuropa zum frühestmöglichen Zeitpunkt, während ihre britischen Gegenüber sich für eine Mittelmeerstrategie einsetzten. Die Amerikaner glaubten, dass eine Invasion Frankreichs zur Beendigung des Kriegs notwendig war, und lehnten alles ab, was von diesem Ziel ablenkte. Die Briten hingegen sahen die Präsenz zahlreicher für amphibische Operationen ausgebildeter Soldaten im Mittelmeerraum als Argument für eine rasche, aber begrenzte Operation auf diesem Kriegsschauplatz.
Letztendlich einigten sich die politischen Führungen beider Länder auf der Trident-Konferenz in Washington im Mai 1943 auf eine Invasion in (Nord-)Frankreich zu Beginn des Jahres 1944 und begrenzte Operationen gegen Italien im Jahr 1943. Hierin kamen Roosevelts Wunsch nach einem aktiven Einsatz der amerikanischen Truppen in Europa und seine Vorliebe für die Idee, Italien aus dem Krieg zu befördern, zum Ausdruck. Ein Ausscheiden Italiens aus dem Krieg würde den alliierten Marinestreitkräften, hauptsächlich der Royal Navy, die Vorherrschaft über das Mittelmeer bringen und ihre Verbindungslinien nach Indien und dem Fernen Osten vom Druck durch die Achsenmächte befreien. Außerdem würden die Achsenmächte gezwungen sein, Truppen von der Ostfront abzuziehen, um Italien und Südfrankreich zu verteidigen.
Für die deutsche Seite war das Ziel der nächsten alliierten Operation nur sehr schwer vorauszusagen. Neben einer Invasion Siziliens wurde auch mit amphibischen Landungen in Spanien, Griechenland oder Sardinien gerechnet. Hierzu hatten auch zwei erfolgreiche Täuschungsmanöver der Briten beigetragen: die Operation Mincemeat, bei der mittels einer als Offizier verkleideten Leiche vermeintlich wichtige Dokumente den Deutschen zugespielt wurden, und die Operation Barclay, bei der das Vorhandensein einer alliierten Armee im östlichen Mittelmeerraum vorgetäuscht wurde. Daraufhin wurden umfangreiche Truppenverschiebungen vom deutschen Oberkommando durchgeführt, die letztlich zum Erfolg der alliierten Landung auf Sizilien beitrugen.
Italien war nach dem Debakel in Tunesien vom Mai 1943 zu einem unsicheren Verbündeten für Deutschland geworden. In weiten Teilen der Bevölkerung, aber auch in höheren Kreisen des Militärs und der Politik bildete sich eine Oppositionshaltung gegen eine Fortsetzung des Krieges an der Seite Deutschlands heraus. Hierzu trugen auch alliierte Luftangriffe auf italienische Städte bei.

## Verlauf

### Invasion Siziliens
Operation Corkscrew
Nur wenige Tage nach der Kapitulation der Achsentruppen bei Tunis begann am 18. Mai 1943 mit zweiwöchigen Bombardierungen aus der Luft auf die festungsartig ausgebaute italienische Insel Pantelleria die Operation Corkscrew (dt. Korkenzieher). Ziel des Unternehmens war es, die Insel zu besetzen und so einen nahe an Sizilien gelegenen Stützpunkt für die alliierten Luftstreitkräfte zu gewinnen. Am 11. Juni erfolgte die Invasion durch eine britische Division, die Verteidiger ergaben sich kampflos. Binnen eines Tages waren auch die Nachbarinseln Lampedusa und Linosa in alliierter Hand.
Kampf um Sizilien

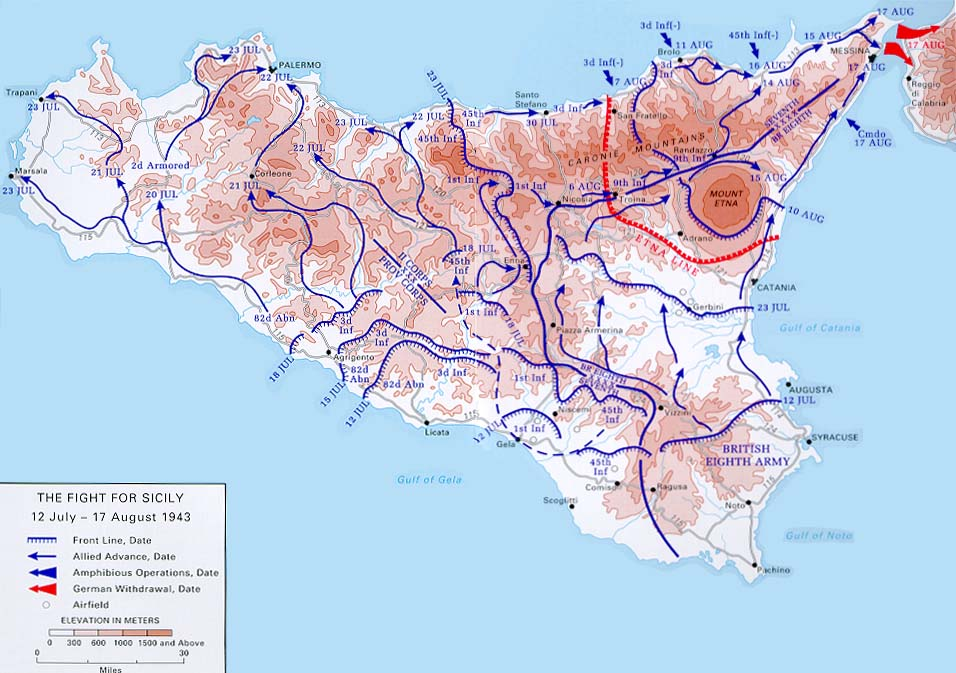
Verlauf des Kampfes um Sizilien

Die britisch-amerikanisch-kanadische Invasion Siziliens begann am 10. Juli 1943 mit amphibischen und Luftlandungen im Golf von Gela (7. US-Armee unter George S. Patton) und südlich von Syrakus (britische 8. Armee unter Bernard Montgomery). Verteidigt wurde die Insel von der italienischen 6. Armee unter Alfredo Guzzoni, unterstützt von etwa vier deutschen Divisionen unter dem Befehl von Hans-Valentin Hube. Der ursprüngliche Plan der Alliierten sah einen Vorstoß der Briten entlang der Ostküste nach Messina vor, während die Amerikaner die linke Flanke schützen sollten. Als der britische Vormarsch durch heftige Gegenwehr in den Hügeln südlich des Ätna aufgehalten wurde, ging Patton über den Plan hinaus und nahm in einer weitausholenden Operation zunächst Palermo, schnitt dann die nördliche Küstenstraße ab und ging, unterstützt von kleineren amphibischen Landungen an der Nordküste, auf Messina vor, das er schließlich kurz vor den ersten britischen Einheiten erreichte. Die deutschen und italienischen Truppen waren nicht in der Lage, die Eroberung der Insel zu verhindern, ihnen gelang jedoch der Abzug der wichtigsten Einheiten auf das Festland (→ Unternehmen Lehrgang), der am 17. August abgeschlossen wurde. Die Alliierten sammelten Erfahrungen in der Durchführung amphibischer Landungen sowie großer Luftlandeunternehmungen und der Koalitionskriegsführung.
Sturz Mussolinis
Eine weitere Folge des Sieges auf Sizilien war die Entmachtung des italienischen Diktators Benito Mussolini, der nach einer Sitzung des Großen Faschistischen Rates in der Nacht vom 24. zum 25. Juli vom König entlassen wurde. Mussolini wurde zunächst auf der Insel Ponza, später auf dem Gran Sasso inhaftiert.
Am 26. Juli 1943 setzte König Viktor Emanuel III. den Berufsoffizier P. Badoglio als Ministerpräsidenten eines Kabinetts ohne faschistische Parteimitglieder ein. Ab 1924 arbeitete P. Badoglio jedoch eng mit den Faschisten in Italien zusammen. Dieser nahm bald darauf geheime Waffenstillstandsgespräche mit den Alliierten auf. 
Am 3. September 1943 wurde ein Waffenstillstand mit den Alliierten England und USA unterzeichnet (Waffenstillstand von Cassibile).

### Invasion auf dem Festland undFall Achse

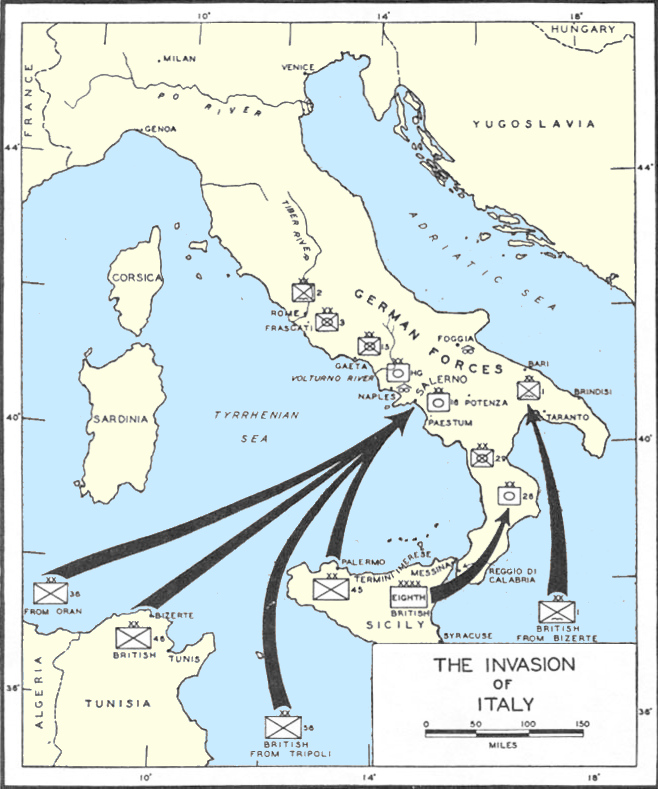
Invasion Italiens

#### Das Ausscheiden Italiens aus dem Bündnis mit Deutschland
Am 3. September 1943, dem Tag des Waffenstillstands von Cassibile zwischen Italien, den USA und Großbritannien, landeten Truppen der britischen Eighth Army (8. Armee) bei Reggio Calabria (Operation Baytown). Der Waffenstillstand wurde von Eisenhower am 8. September via Radio verkündet; deutsche Truppen begannen mit der Entwaffnung der italienischen Armee in Italien und den besetzten Gebieten in Frankreich und auf dem Balkan (Fall Achse). 

#### Die Invasion des italienischen Festlandes beginnt
Am 9. September landete die 5. US-Armee im Golf von Salerno und baute einen Brückenkopf auf (→ Operation Avalanche). Am gleichen Tag landeten weitere britische Kräfte bei Tarent (Operation Slapstick). An den Folgetagen führte die deutsche 10. Armee unter Heinrich von Vietinghoff heftige Angriffe auf den amerikanischen Brückenkopf bei Salerno, während die weiter südlich gelandeten Briten zügig vorrücken konnten. Nach dem Rückzug der 10. Armee konnten die Alliierten bis Anfang Oktober die wichtigen Häfen von Neapel und von Bari und die Flugfelder bei Foggia besetzen. Sie bauten sie zum Foggia Airfield Complex aus und nutzten sie bis 1945.
Wie im Fall Achse für so eine Situation geplant besetzten deutsche Truppen bis Mitte September 1943 Nord- und Mittelitalien und die bisherigen italienischen Besatzungsgebiete auf dem Balkan. Sie setzten die dort stehenden italienischen Truppen gefangen, wobei vor allem in Griechenland mehrere tausend italienische Kriegsgefangene getötet wurden (u. a. im Massaker auf Kefalonia). Die reaktivierte Heeresgruppe B unter Erwin Rommel führte die Aktion in Norditalien durch, in Süd- und Mittelitalien war der OB Süd, ab November 1943 in OB Südwest umbenannt, Albert Kesselring, als Oberbefehlshaber zuständig. Etwa 600.000 entwaffnete italienische Soldaten wurden anschließend von den Deutschen als „Militärinternierte“ in Lagern festgehalten und als Zwangsarbeiter in Deutschland eingesetzt.

Verfolgung der italienischen Flotte aus La Spezia

Die italienische Flotte war am 9. September aus ihren Stützpunkten mit Kurs auf La Maddalena bei Sardinien ausgelaufen, um einer Beschlagnahmung oder Vernichtung durch die Deutschen zu entgehen. Der deutschen Luftwaffe gelang es, das Schlachtschiff Roma und mehrere weitere Schiffe auf See zu versenken. Die Flotte änderte daraufhin ihren Kurs nach Malta, wo sie sich von den Briten internieren ließ. Sardinien wurde zwischen dem 10. und 17. September, das französische Korsika bis Anfang Oktober, von den Deutschen geräumt; die freigewordenen Truppen und das Material wurden nach Mittelitalien verlegt.
Am 12. September führten 72 deutsche Fallschirmjäger und 17 SS-Soldaten das Unternehmen Eiche zur Befreiung Mussolinis durch. Danach wurde unter Mussolini am 23. September in Rom der Stato repubblicano d’Italia ausgerufen, der im November in Verona in Italienische Sozialrepublik (Republik von Salò) umbenannt wurde. Das neue faschistische Staatsgebilde beteiligte sich mittels der wenigen eigenen Streitkräfte (Esercito Nazionale Repubblicano, Marina Nazionale Repubblicana, Aeronautica Nazionale Repubblicana, Guardia Nazionale Repubblicana) auf Seiten Deutschlands weiter am Krieg und an Aktionen gegen die Resistenza in Italien. Schon am 10. September 1943 hatten deutsche Streitkräfte in Norditalien die „Operationszonen“ Alpenvorland und Adriatisches Küstenland gebildet (als andern Ausdruck für Besatzung).

#### Partisanenkrieg und Kriegserklärung Italiens an das Deutsche Reich
Nördlich der in Mittelitalien verlaufenden Front kam es in der Folge zu einem Partisanenkrieg gegen den italienischen Widerstand/Beginn der Resistenza, in dem deutsche Einheiten zahlreiche schwere Massaker verübten (→ Deutsche Kriegsverbrechen in Italien). Am 13. Oktober 1943 erklärte die Regierung Badoglio dem Deutschen Reich den Krieg; dies war von den Alliierten als Waffenstillstandsbedingung gefordert worden.

### Kampf südlich von Rom

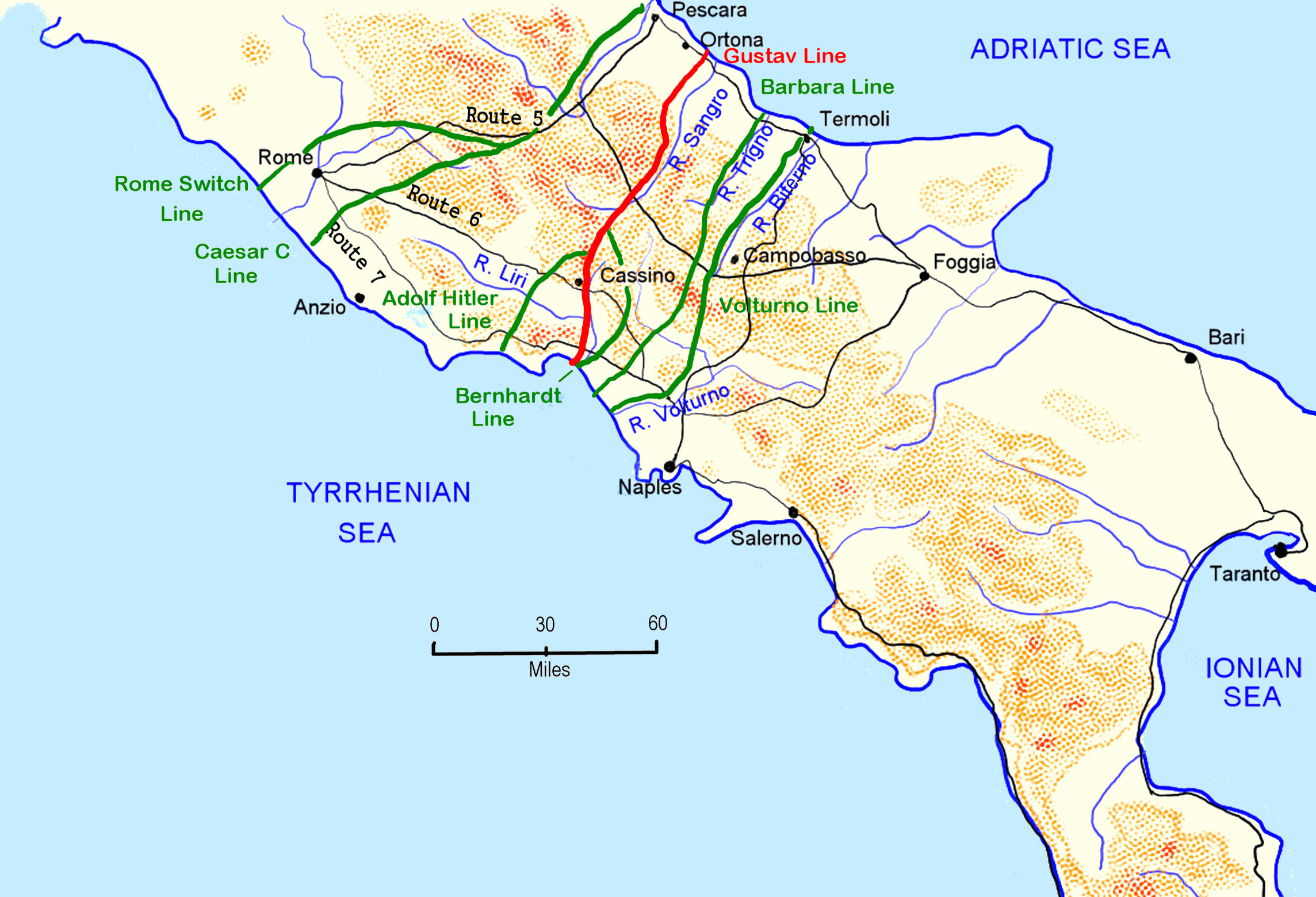
Deutsche Verteidigungslinien südlich von Rom

Anfang Oktober wurde Adolf Hitler von seinem Oberbefehlshaber Süd Albert Kesselring überzeugt, dass die Verteidigung Italiens so weit wie möglich im Süden stattfinden müsse. Damit sollten die geographischen Gegebenheiten Mittelitaliens so gut wie möglich ausgenutzt werden, zudem sollte den Alliierten der Zugang zu immer näher an Deutschland gelegenen Flugplätzen verwehrt werden. Hitler war ferner überzeugt, dass eine zu leichte Aufgabe Italiens den Alliierten den Weg zu einer Invasion des Balkans öffnen würde, von wo das Deutsche Reich kriegswichtige Rohstoffe wie Öl, Bauxit und Kupfer bezog.
Im November 1943 wurde die neue deutsche 14. Armee aufgestellt, die für die Verteidigung Roms zuständig war. Gleichzeitig wurde Kesselring, der eigentlich der Luftwaffe angehörte, zum Oberbefehlshaber der Heeresgruppe C ernannt.
Die Deutschen bauten in dem schwierigen, von den Apenninen und zahlreichen in diesen entspringenden Flüssen bestimmten Gelände mehrere Verteidigungslinien auf, die von den alliierten Truppen nacheinander überwunden werden mussten. Dazu gehörten die Volturno-Linie, die Barbara-Linie, die Bernhardt-Linie und die Gustav-Linie. Besonders die letztere wurde von den deutschen Truppen hartnäckig verteidigt und konnte von der 5. US-Armee im Westen der Italienischen Halbinsel lange nicht überwunden werden. Obwohl die Gustav-Linie im Osten bei Ortona von der britischen 8. Armee Ende 1943 durchbrochen wurde (→ Schlacht um Ortona), kam ein weiteres Vorgehen aufgrund von Schneestürmen und -verwehungen nicht zustande.
Am 22. Januar führte ein Korps der 5. US-Armee eine Landung im Rücken der deutschen Front bei Anzio durch (→ Operation Shingle), die der Überwindung der Gustav-Linie dienen sollte. Trotz des Erfolgs der Landung konnte dieses Ziel zunächst nicht erreicht werden, da ein schneller Vorstoß ins Landesinnere nicht erfolgte. Der Brückenkopf band aber deutsche Kräfte und verhinderte ihren Einsatz an der Gustav-Linie.
Zwischen Januar und Mai 1944 fanden an der Gustav-Linie vier größere alliierte Offensiven statt, die zusammen als Schlacht um Monte Cassino bezeichnet werden. Erst in der letzten Offensive (Operation Diadem) Ende Mai gelang den alliierten Truppen, unter denen sich britische, amerikanische, kanadische, polnische, (kolonial-)französische, neuseeländische und indische Einheiten befanden, der Durchbruch zwischen dem am 15. Februar durch einen alliierten Luftangriff schwer zerstörten Bergkloster Montecassino und dem Meer. Den Alliierten gelang es jedoch nicht, den Rückzug der 10. Armee abzuschneiden, stattdessen konzentrierten sie sich auf die Einnahme Roms, das bereits 1943 von der italienischen Regierung und nun kurz vor dem Eintreffen der alliierten Truppen auch von den deutschen Besatzern zur offenen Stadt erklärt worden war. Am 4. Juni übernahmen US-Truppen die Kontrolle über die Stadt.

### Kämpfe um die Gotenstellung

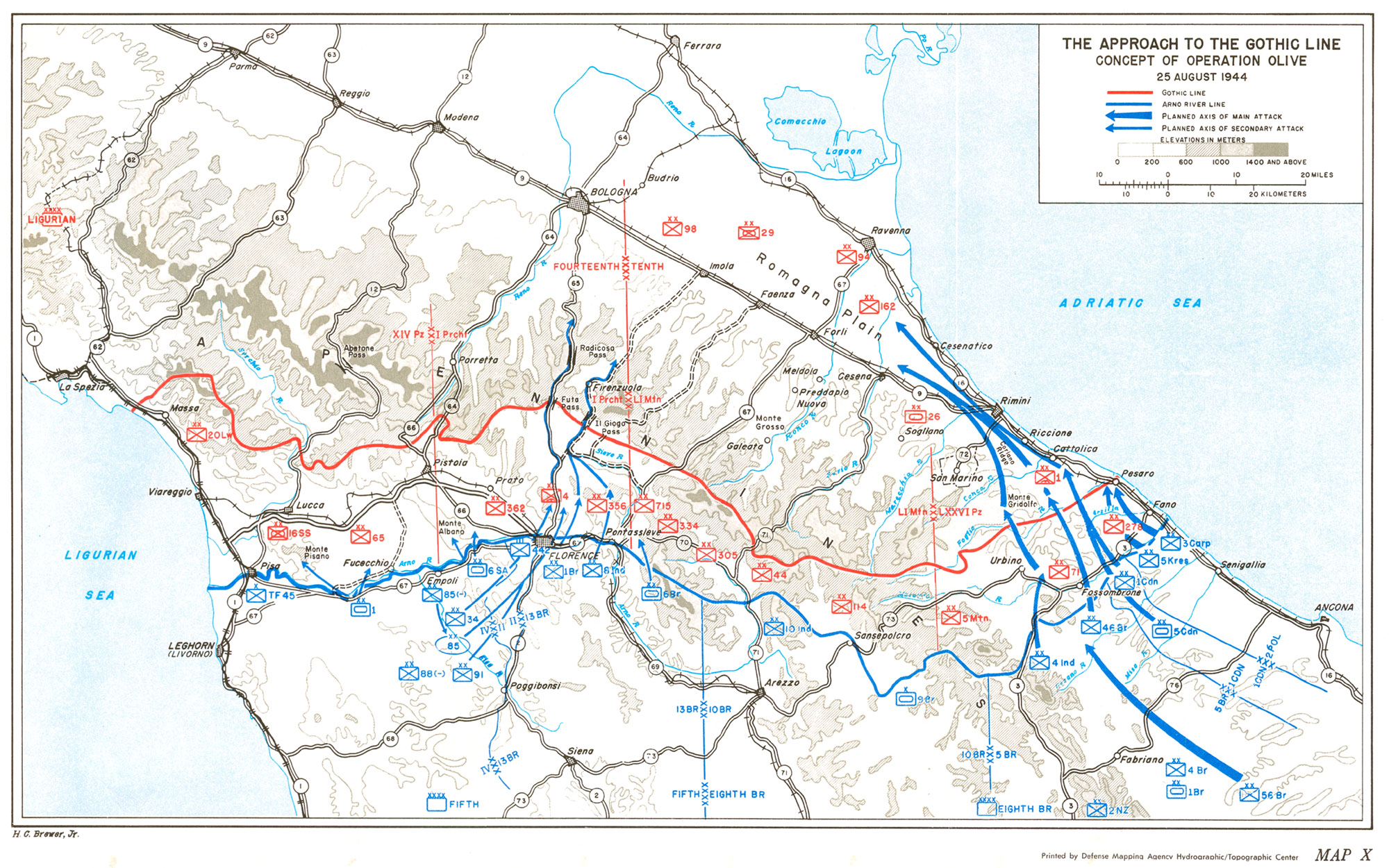
Plan zur Überwindung der Gotenstellung

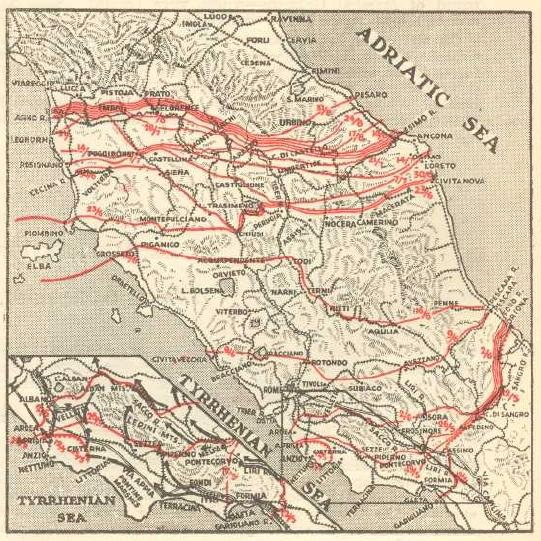
Detaillierter Frontverlauf Sommer 1944

Nach dem Fall Roms und der Invasion in der Normandie Anfang Juni wurden viele erfahrene amerikanische und französische Einheiten, das Äquivalent von sieben Divisionen, aus Italien abgezogen, um sich auf die Landung in Südfrankreich (→ Operation Dragoon) vorzubereiten. Im Juli 1944 kamen die ersten Einheiten des brasilianischen Expeditionskorps in Italien an, die allerdings keinen vollständigen Ersatz für die verlorenen Truppen bilden konnten. Die alliierten Armeen folgten den sich zurückziehenden deutschen Truppen, die bis August die Gotenstellung bei Florenz bezogen.
In einer größeren Offensive (Operation Olive), die am 25. August begann, gelang es den alliierten Armeen, die Gotenstellung in Richtung auf Rimini und Bologna zu durchbrechen. Ein entscheidender Durchbruch wurde aber von den beiden deutschen Armeen verhindert. Churchill hatte gehofft, dass ein Durchbruch noch im Herbst 1944 den alliierten Armeen den Weg durch die sogenannte Laibacher Lücke nach Österreich und Ungarn öffnen und die ungehinderte Besetzung ganz Südmittel- und Südosteuropas durch die Rote Armee, die nach der Lwiw-Sandomierz- und Jassy-Kischinew-Operation die schwer geschlagene Wehrmacht vor sich hertrieb, verhindern würde. Sein Vorschlag wurde von den amerikanischen Stabschefs scharf zurückgewiesen, die zwar dessen mögliche Bedeutung für die Nachkriegsordnung erkannten, aber ihn nicht in Übereinstimmung mit den alliierten Gesamtinteressen sahen. Im Winter und Frühling 1944/45 nahm die Partisanenaktivität in Norditalien stark zu. Der Kampf gegen die Organe der Sozialrepublik nahm zeitweise Formen eines Bürgerkriegs an.
Die Fortsetzung der alliierten Offensive Anfang 1945 wurde durch winterliches schlechtes Wetter, das den Einsatz von Panzern und Flugzeugen behinderte, und durch den Abzug britischer Truppen nach Griechenland und kanadischer Truppen nach Westeuropa sowie durch die hohen Verluste der Kämpfe im vorhergehenden Herbst verhindert. Die Alliierten nahmen eine Strategie der „offensiven Verteidigung“ an, während sie sich auf die finale Offensive bei besseren Wetter- und Bodenbedingungen vorbereiteten. Im Winter 1944/45 fand die Schlacht von Monte Castello um die Zugänge nach Bologna mit Beteiligung des brasilianischen Expeditionskorps und der 10. US-Gebirgsdivision statt.

### Frühjahrsoffensive 1945

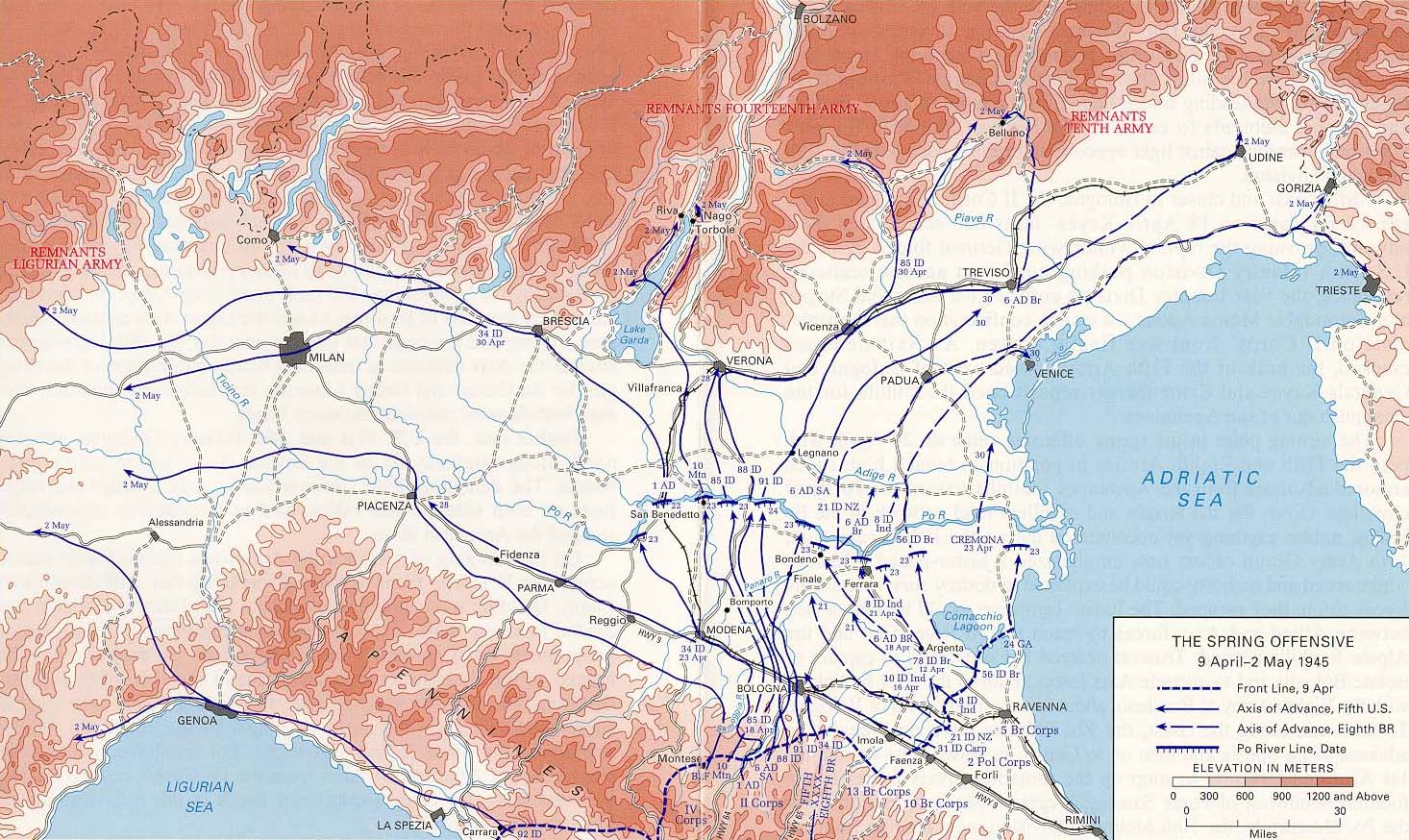
Frühjahrsoffensive der Alliierten

Die alliierte Schlussoffensive begann am 9. April 1945 mit massivem Artilleriebeschuss und Luftangriffen auf die deutschen Stellungen. Bis zum 18. April waren Truppen der britischen 8. Armee bei Argenta durchgebrochen und schickten in einem Versuch, die Verteidiger von Bologna einzuschließen, Panzer durch die Lücke, die sich mit dem aus den Apenninen vorrückenden IV. US-Korps treffen sollten. Am 21. April betraten die polnische 3. Karpatendivision, die italienische Kampfgruppe Friuli und die 34. US-Infanteriedivision die Stadt. Die 10. US-Gebirgsdivision, die an Bologna vorbei vorgegangen war, erreichte am 22. April den Po, die 8. indische Division der 8. Armee am folgenden Tag.
Am 25. April, dem sogenannten Tag der Befreiung Italiens, erklärten die Partisanen einen allgemeinen Aufstand. Am selben Tag überschritt die britische 8. Armee den Po und stieß in Richtung Venedig und Triest vor. Teile der 5. US-Armee begannen den Vormarsch in Richtung der österreichischen Grenze und auf Mailand. Auf ihrer linken Flanke ging die 92. US-Division auf Genua vor, während auf der rechten Flanke die brasilianische Division die deutsch-italienische Armee Ligurien durch ihren raschen Vorstoß auf Turin überraschte.
Ende April war die Heeresgruppe C, die fast ihre gesamte Kampfkraft eingebüßt hatte, an allen Fronten auf dem Rückzug und verfügte über wenig andere Optionen als die Kapitulation. General von Vietinghoff, der seit März die Heeresgruppe führte, unterzeichnete am 29. April die Kapitulation der deutschen Armeen in Italien, die Kampfhandlungen endeten am 2. Mai.

## Kriegsverbrechen und Terror gegen die Zivilbevölkerung
In Italien wurde durch öffentliches Interesse in den letzten Jahrzehnten der Umfang der Kriegsverbrechen von deutscher Seite, aber auch von der alliierten Seite, und die zahllosen Gräueltaten durch faschistische und antifaschistische Kräfte im Partisanenkampf verhältnismäßig gut dokumentiert. Während etwa 30.000 Italiener als Partisanen und Geiseln von Truppenteilen der Wehrmacht, der Waffen-SS und den Sicherheitskräften der RSI getötet wurden, starben durch die Aktionen der Partisanengruppen mindestens 3.000 deutsche Militärangehörige und etwa 30.000 italienische Soldaten und Zivilisten. Die Tötungen endeten nicht mit dem Zweiten Weltkrieg, sondern im Rahmen von Racheaktionen und politischen Auseinandersetzungen gab es auch 1946 noch tausende italienische Opfer der bürgerkriegsartigen Auseinandersetzung.
Bei den Verbrechen der deutschen Streitkräfte wird zumeist der Fokus auf die direkten Tötungen in Italien gelegt. Es muss aber auch erwähnt werden, dass die Zahl der Opfer durch die nationalsozialistische Gewaltherrschaft deutlich größer ist, da im Zuge der Entwaffnung nach dem italienischen Waffenstillstand vom 8. September teils besonders gewaltsam, so im Bereich der italienischen Besatzungstruppen auf dem Balkan, etwa 600.000 italienische Soldaten in deutsche Kriegsgefangenschaft kamen. Diese wurden als Militärinternierte auch nach Deutschland deportiert und als Zwangsarbeiter eingesetzt. Mit etwa 45.000 italienischen Kriegsgefangenen die in der verhältnismäßig kurzen Zeit nach Herbst 1943 in deutschem Gewahrsam verstarben, ist die Sterblichkeitsrate unter diesen Kriegsgefangenen als besonders hoch zu bewerten.